# ジョルジェ・デ・レンカストレ (第2代アヴェイロ公爵)
ジョルジェ・デ・レンカストレ（Jorge de Lencastre, 2º Duque de Aveiro, 1548年 - 1578年）は、ポルトガルの貴族。第2代アヴェイロ公爵及び第2代トレシュ・ノヴァシュ侯爵。
初代アヴェイロ公爵と、第3代ヴィラ・ヘアル侯爵の娘ジュリアーナ・デ・ララの間の長子。初めトレシュ・ノヴァシュ侯の爵位で呼ばれ、1571年父の死で公爵位を襲爵。王室の縁者だったため、6歳年下の国王セバスティアン1世の近しい友人にして相談役となり、1577年の王と伯父のスペイン王フェリペ2世とのグアダルーペ会談、1578年のモロッコ遠征に同行、同年8月のアルカセル・キビールの戦いで国王とともに戦死した。
第4代ウレーニャ伯爵の娘マグダレーナ・テレス＝ヒロンと結婚し、間に一人娘のジュリアーナ・デ・レンカストレ（1578年 - 1638年）をもうけた。娘は従兄のアルヴァロ・デ・レンカストレと結婚、夫と共同で第3代アヴェイロ公爵となった。